# 旅するジーンズと19歳の旅立ち
『旅するジーンズと19歳の旅立ち』（The Sisterhood of the Traveling Pants 2）は、2008年のアメリカ映画。原作はアン・ブラッシェアーズの『トラベリング・パンツ ジーンズ・フォーエバー』。2005年に公開された『旅するジーンズと16歳の夏』の続編で、3年後を描いている。
本来、日本での公開は2009年秋を予定していたが、公開日（2008年8月6日）の2週間ほど前に公開の前倒しが決定しアメリカとの同時公開となった。
日本語版のパンフレットやチラシは制作されず、日本国内の公開劇場（合計 全6館）においてもポスターは現地アメリカ版のものがそのまま流用された。
全米では観客動員数初登場4位を記録するほどの注目作だった。

## キャスト
- アンバー・タンブリン：ティビー（日本語吹替：小島幸子）
- アメリカ・フェレーラ：カーメン（斉藤貴美子）
- ブレイク・ライヴリー：ブリジット（小松由佳）
- アレクシス・ブレデル：リーナ（坂本真綾）
- レイチェル・ニコルズ：ジュリア（弓場沙織）
- レイチェル・ティコティン
- ショーレ・アグダシュルー
- ブライス・ダナー

## スタッフ
- 監督：サナー・ハムリ
- 製作：デブラ・マーティン・チェイス、デニーズ・ディ・ノヴィ、ブロデリック・ジョンソン、キーラ・デイヴィス
- 製作総指揮：アンドリュー・A・コソーヴ、クリスティーン・サカーニ、アリソン・グリーンスパン、レスリー・モーゲンスタイン、ボブ・レヴィ
- 原作：アン・ブラッシェアーズ
- 脚本：エリザベス・チャンドラー
- 撮影：ジム・デノールト
- プロダクションデザイン：ゲイ・バックリー
- 衣装デザイン：ドナ・グラナータ
- 編集：メリッサ・ケント
- 音楽：レイチェル・ポートマン
- 音楽監修：ジュリア・ミシェルズ

## こぼれ話
前作のアメリカ公開時には、アンバー・タンブリンとアレクシス・ブレデルがそれぞれ主演するテレビドラマが放送中だった（『Joan of Arcadia』と『ギルモア・ガールズ』）。しかし、両番組とも本作公開までには放送が終了しており、逆にアメリカ・フェレーラとブレイク・ライヴリーがそれぞれ主演するテレビドラマの放送が始まっていた（『アグリー・ベティ』と『ゴシップガール』）。